# Maison Bleue (Dives-sur-Mer)
La Maison Bleue est un édifice d'art brut situé à Dives-sur-Mer, en France. Œuvre d’Euclides Ferrera da Costa, réalisée de 1957 à 1977, la maison dont le jardin est entièrement gagné par des petits monuments et des mosaïques élaborées à partir de matériaux de récupération est vendue à la commune à la fin des années 1980 puis inscrite au titre des monuments historiques au début des années 1990.
Par la qualité de l'œuvre elle est un « témoignage exceptionnel de l'Art brut en Normandie », mais fragile et nécessitant des travaux de conservation.

## Localisation
Le monument est situé dans le département français du Calvados, à Dives-sur-Mer, au no 13 de la rue des Frères-Bisson, non loin du site de l'ancienne usine Tréfimétaux.

## Historique

### Biographie d’Euclides da Costa
La maison est l'œuvre d'un maçon analphabète d'origine portugaise, Euclides Ferrera da Costa, réalisée de 1957 à 1977. Né au Portugal, à Vilarinho (village rattaché à Vila do Conde.), à 30 km de Porto le 20 février 1902, Euclides Ferrera da Costa émigre en France à l'aide d'un passeport régulier en 1924. Il retrouve en France son beau-frère.
Après avoir vécu à Saint-Nazaire, le couple s'installe à Dives et « ne retourne jamais au Portugal ». Il acquiert la nationalité française en 1947.

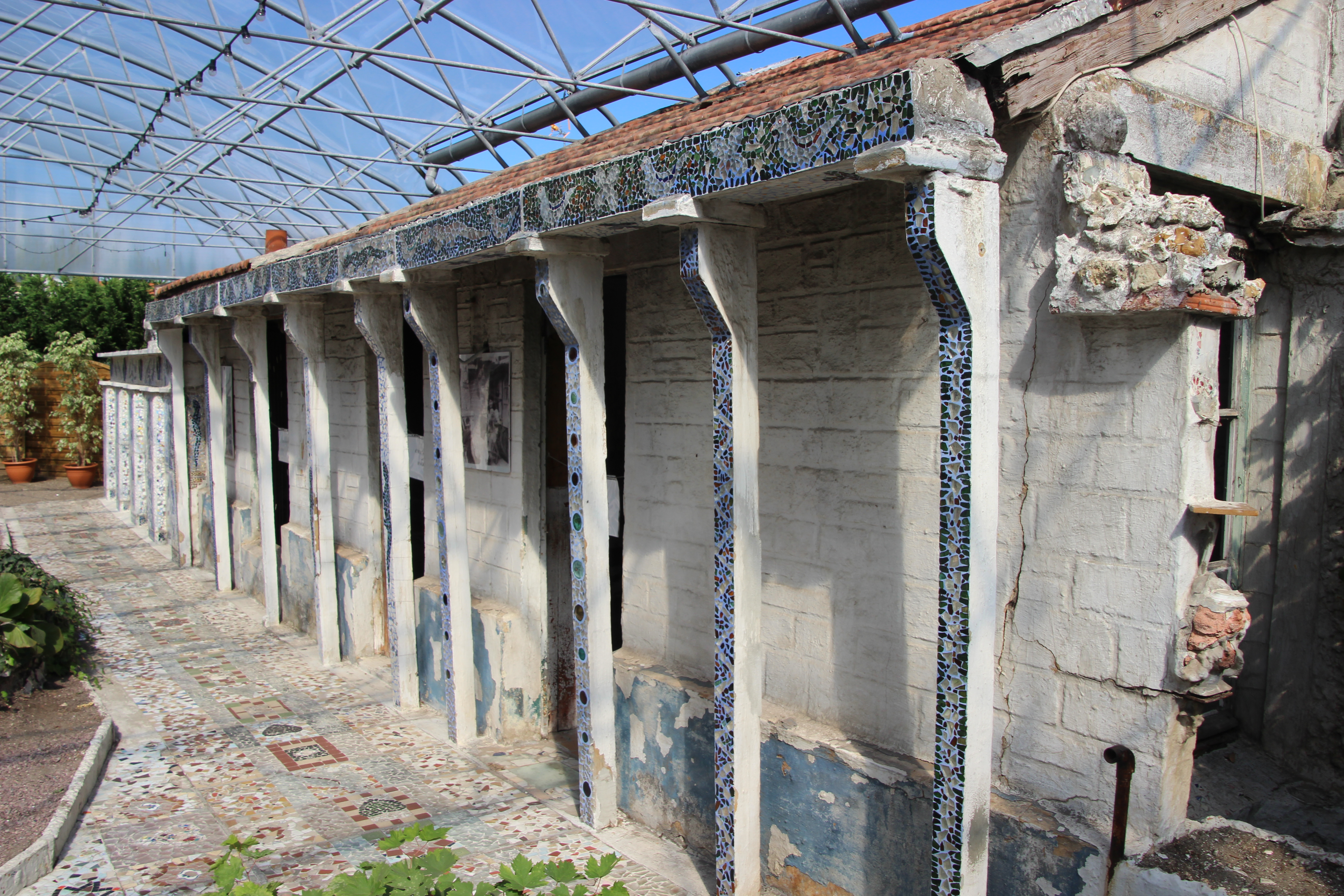
Maison d'habitation modeste

Il achète le terrain de 300 m2 en 1950, le long de la voie ferrée et non loin de l'usine Tréfimétaux. L'habitation de trois pièces est très modeste, sans eau courante.
Euclides da Costa reçoit une pension d'invalidité à compter de 1954 du fait d'une tuberculose. Il commence son œuvre trois ans après.
Il meurt le 29 septembre 1984. Il commence son œuvre du fait d'une impossibilité de travailler.

### Étapes de la création
Le premier élément du complexe est un petit monument dédié à la chienne Laïka, passagère du Spoutnik, en 1957 et da Costa est choqué par « la mort solitaire d'un animal dans l'infini, pour les besoins de la science ». Ce premier élément, « point de départ de vingt ans de création », est achevé en 1958.
Le Petit Moulin et la Tour Eiffel sont créés en 1961.
Le Grand Moulin date du début des années 1970.
Les différents éléments sont créés « en une vingtaine d'années »,. Les créations de da Costa acquièrent avec les années une expérience, « un grand savoir-faire », avec davantage de structure et un « effet de rythme », avec un jeu habile de lumière par l'usage des couleurs et de fragments de miroirs.
À la fin de sa vie da Costa réalisa de petits objets cédés à ses proches ou vendus. Da Costa meurt en 1984, « amer de n'avoir pas bénéficié d'une reconnaissance pour son œuvre ».

### Préservation et conservation difficile

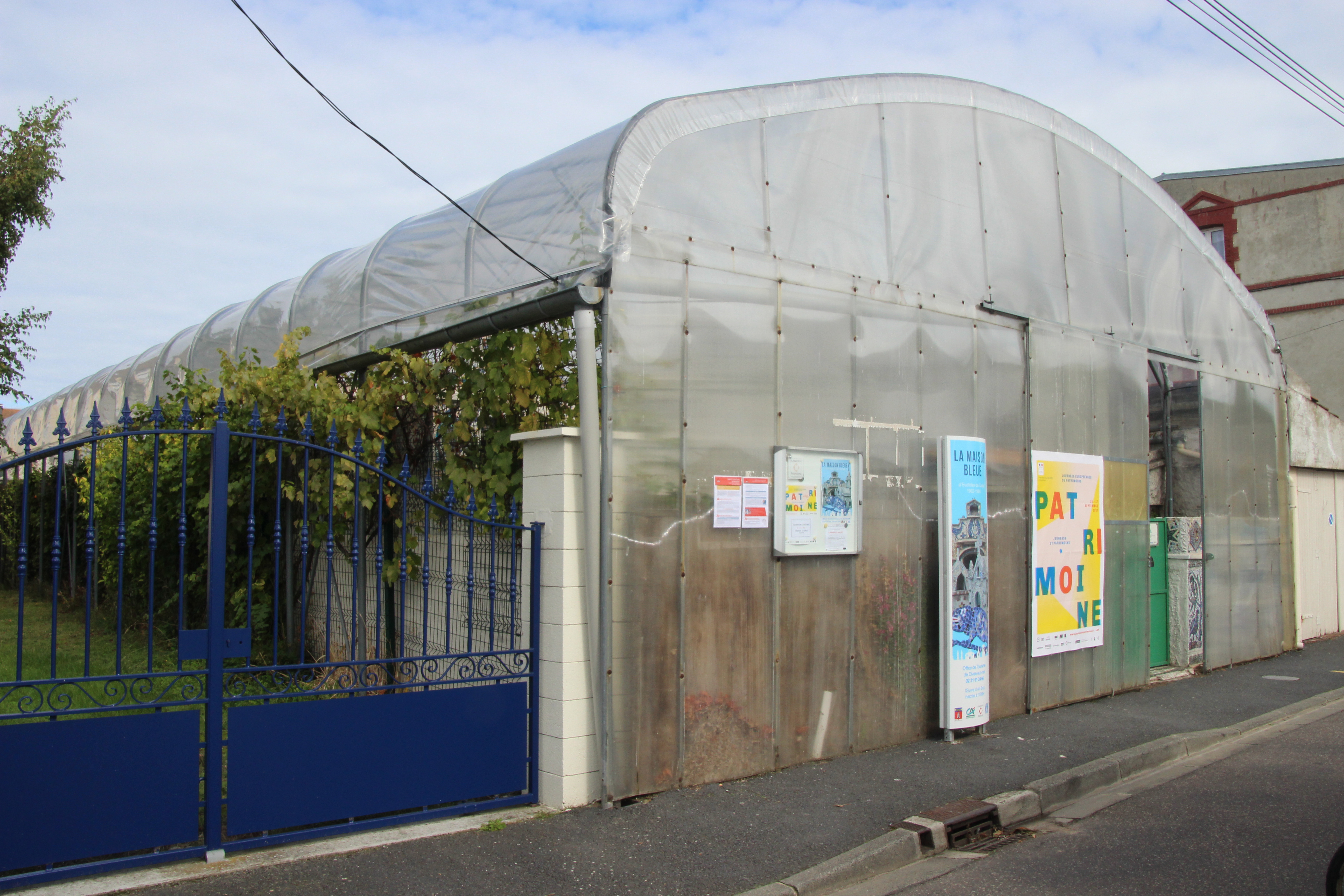
Extérieur de la maison bleue en 2017

La maison est acquise par la ville de Dives-sur-Mer le 13 décembre 1989, peu avant la mort de l'épouse du créateur. La ville fait le choix de la sauvegarde de l'édifice en dépit d'un contexte économique complexe du fait de la fermeture définitive de l'usine.
La maison est inscrite comme monument historique depuis le 26 novembre 1991.
La fragilité de l'œuvre n'est pas sans poser des problèmes pour sa pérennisation. Dès 2005, une structure métallique est installée afin de la protéger des eaux de pluie. En 2011 une opération de restauration du monument à la chienne Laïka et au Sacré-Cœur est réalisée, prise en charge par l'association La Maison Bleue, la Fondation du patrimoine, un mécénat et des collectivités locales. D'autres éléments restent fragiles, en particulier celui consacré à Notre Dame de la Délivrande.
En 2019 le site de la maison bleue est retenu dans le cadre de mission Bern pour le loto du patrimoine.

## Architecture

### Présentation générale

Plan de la Maison Bleue.

La maison et son jardin se situent sur une parcelle de 300 m2,.
L'artiste a utilisé pour son projet des matériaux de récupération divers, verre, vaisselle, faïence intégrés sur une base de ciment. Il s'agit d'une mosaïque à ciel ouvert.
La couleur bleue domine dans les créations.
Da Costa a livré l'extérieur de la maison à sa liberté créatrice, contrairement à d'autres créateurs qui ont investi leurs intérieurs, Raymond Isidore à Chartres dans la maison Picassiette ou Robert Vasseur à Louviers dans la maison à vaisselle cassée. Un portique comporte des éléments de mosaïque, « transition entre l'intérieur et l'extérieur ».
Outre l'édifice dédié à Laïka, le complexe comprend une douzaine ou une quinzaine d'éléments représentés de façon miniature. De nombreux éléments ont une inspiration religieuse, l'auteur voulant sacraliser son petit terrain, avec des prières et des ex-votos ; parmi ces éléments religieux a été représenté le Sacré-Cœur, dans lesquels quatre personnes peuvent se tenir, la basilique Sainte-Rita de Cascia et la basilique Sainte-Thérèse de Lisieux. Les petits édifices religieux comportaient des statues religieuses naïves. Après un certain nombre de vols, les statues ont été remplacées par des photographies à taille réelle pour que l'effet visuel voulu soit préservé. Avec le manque de place da Costa décide de décorer les murs de clôture de sa maison, dont le « mur aux cerfs ».
Une allée en motifs géométriques est présente afin d'aller dans les chapelles.
Le décor est animalier, avec des représentations de papillons, de cerfs et d'oiseaux. La sensibilité artistique de Costa est basée sur un « univers à la fois religieux, naïf et imaginaire ».
En dépit de ses qualités et de l'émotion qui s'en dégage, l'œuvre est fragile.
Da Costa a transposé dans son domicile divais la nostalgie de son pays natal en particulier l'influence des azulejos qui permettent de créer des perspectives et d'amener de la couleur.

### Composition

#### Édifices religieux

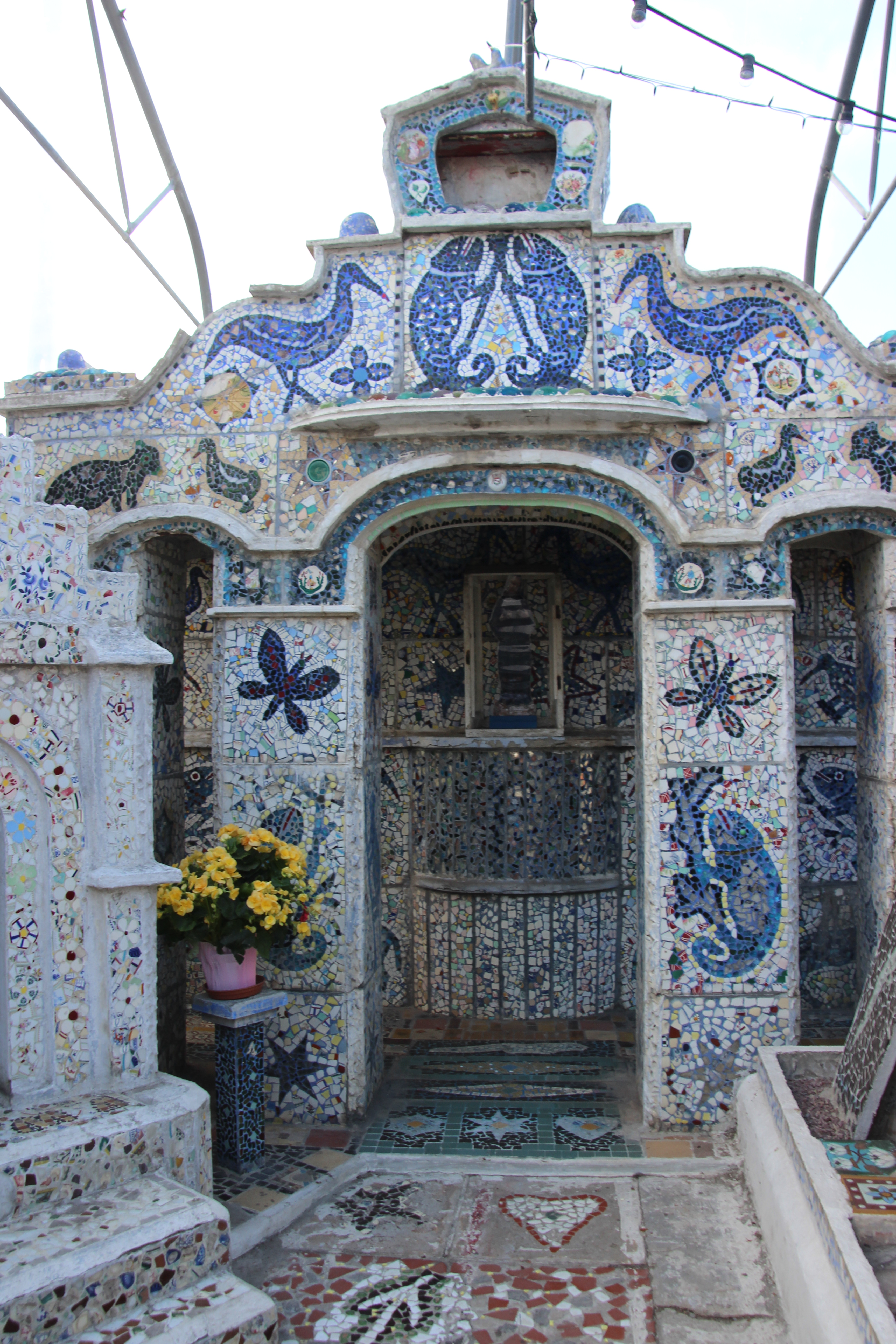
Chapelle Sainte-Rita-de-Cascia.
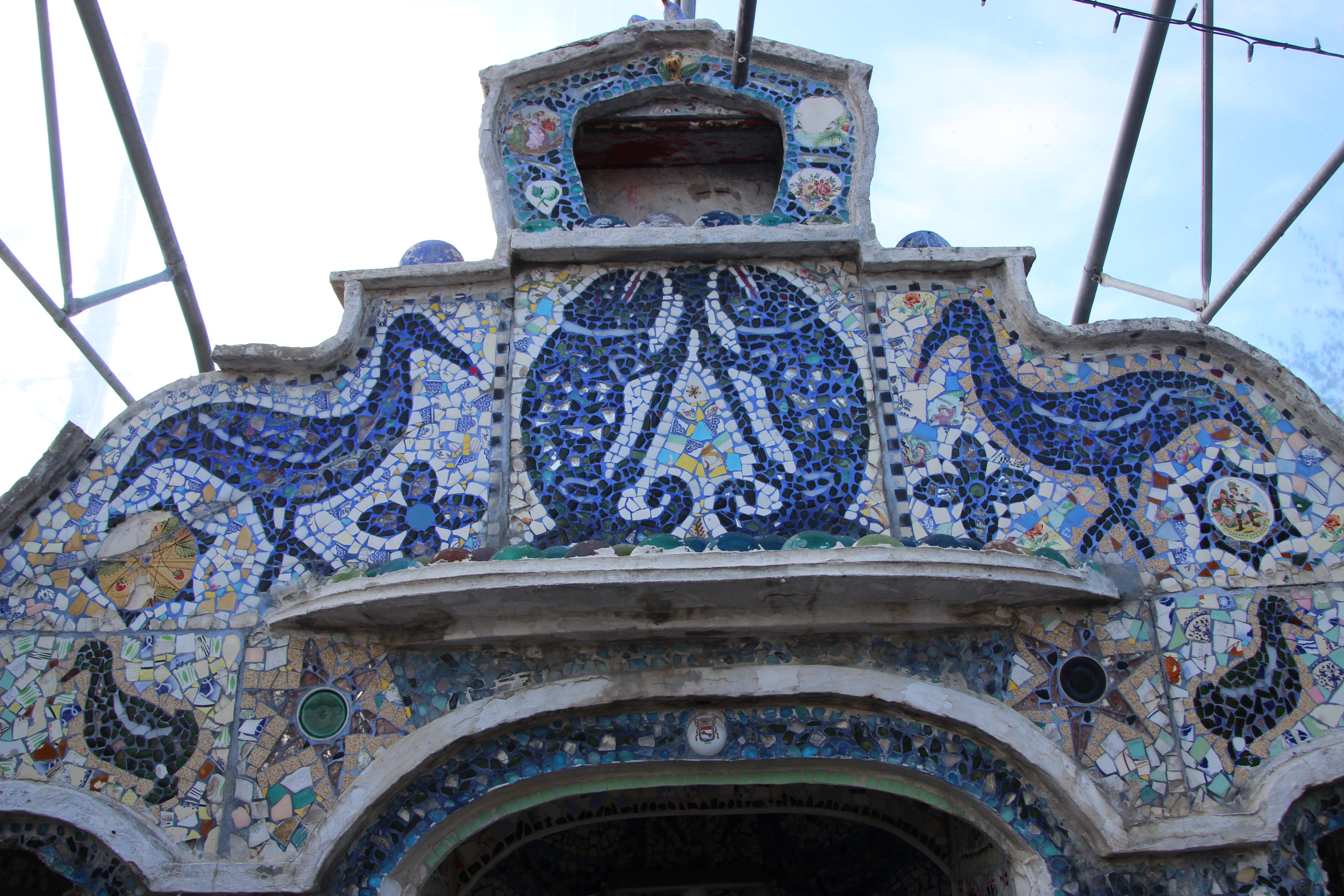
Fronton de la chapelle Sainte-Rita-de-Cascia.
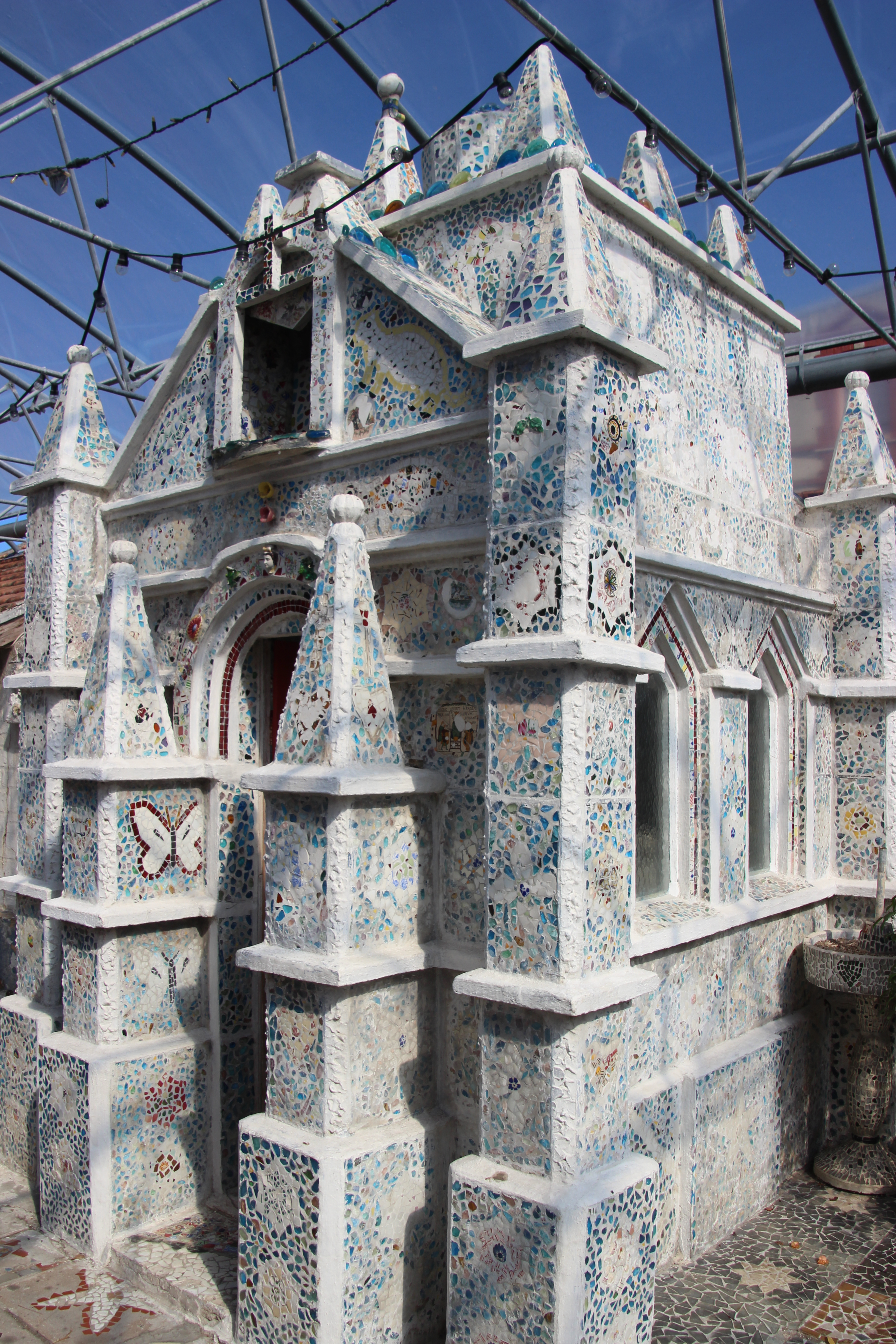
Sacré Cœur.
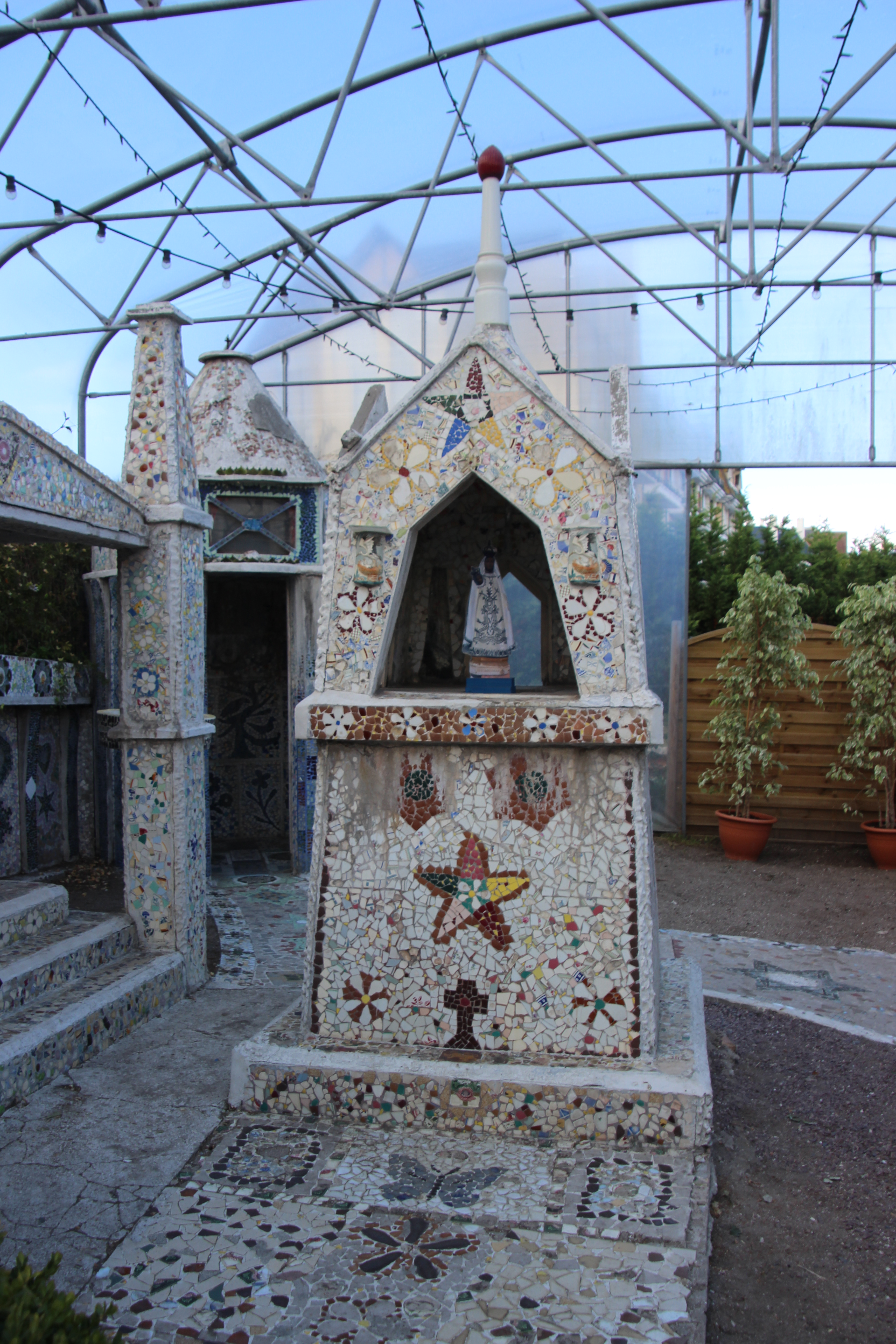
Notre-Dame de la Délivrande.
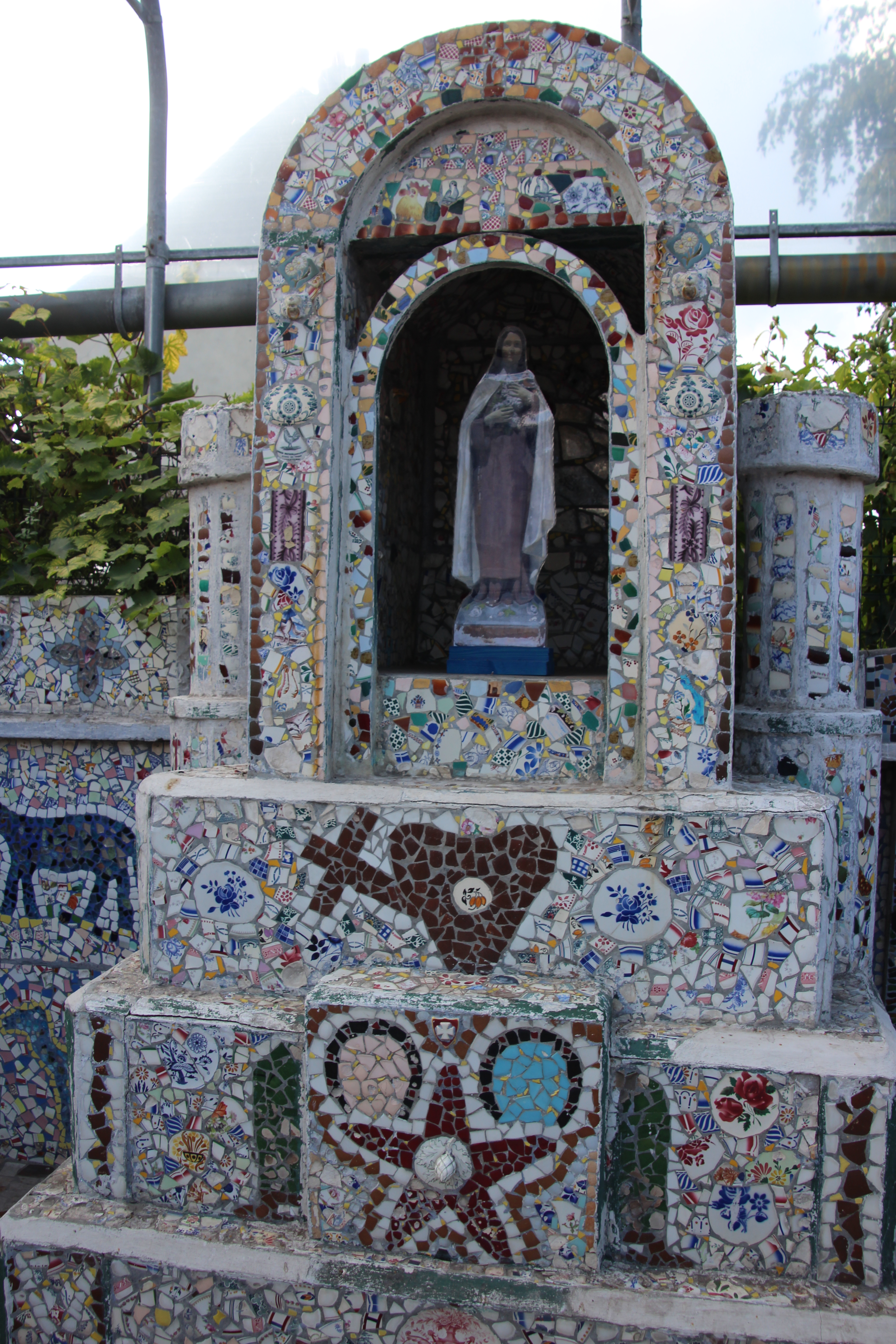
Chapelle Sainte Thérèse.

La représentation de Notre-Dame-de-Lourdes mesure 3 m de haut et 2 m de long. L'édifice comporte quatre fenêtres et un clocher. Une grotte complète cette représentation du lieu saint.

#### Édifices profanes

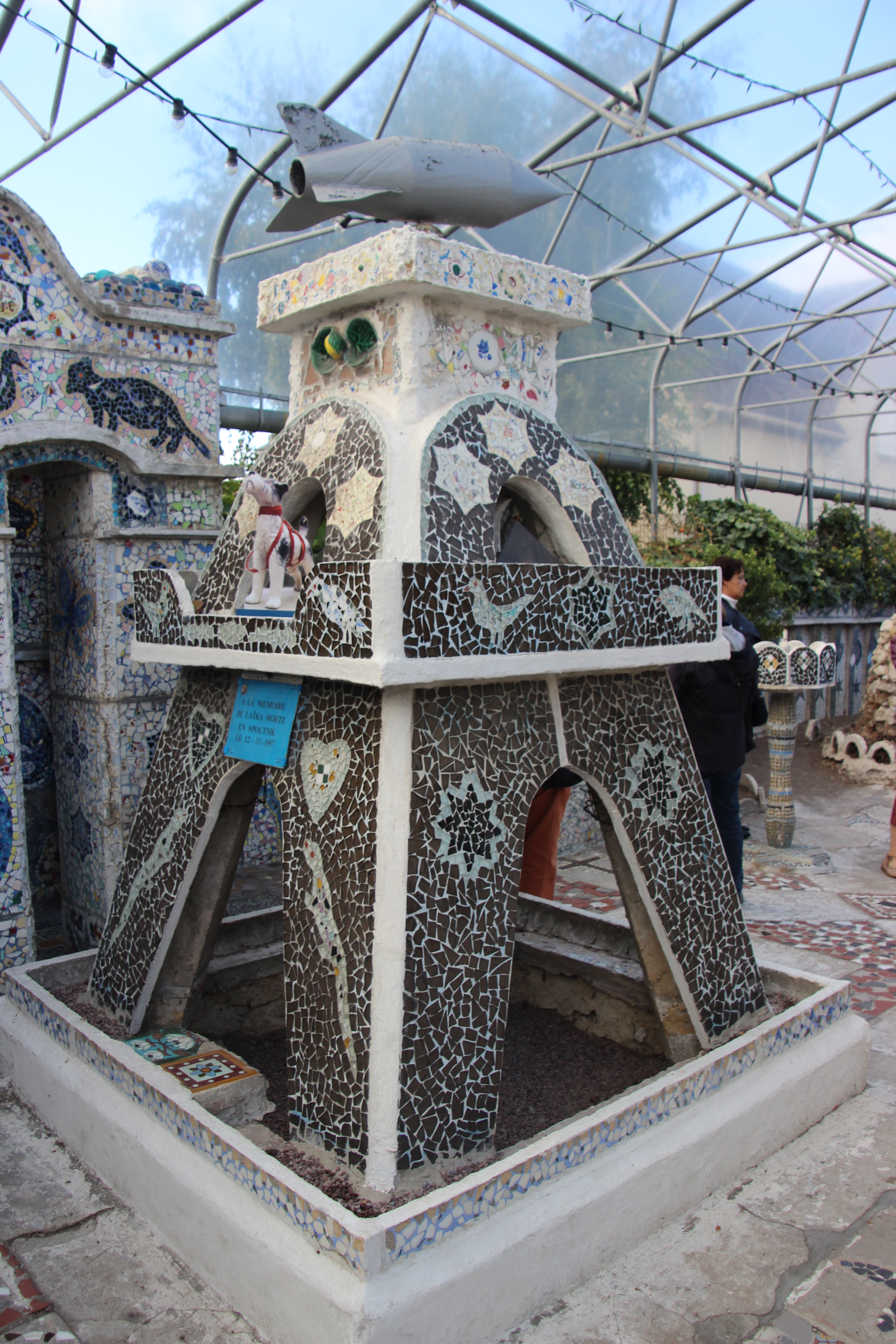
Monument à Laïka.
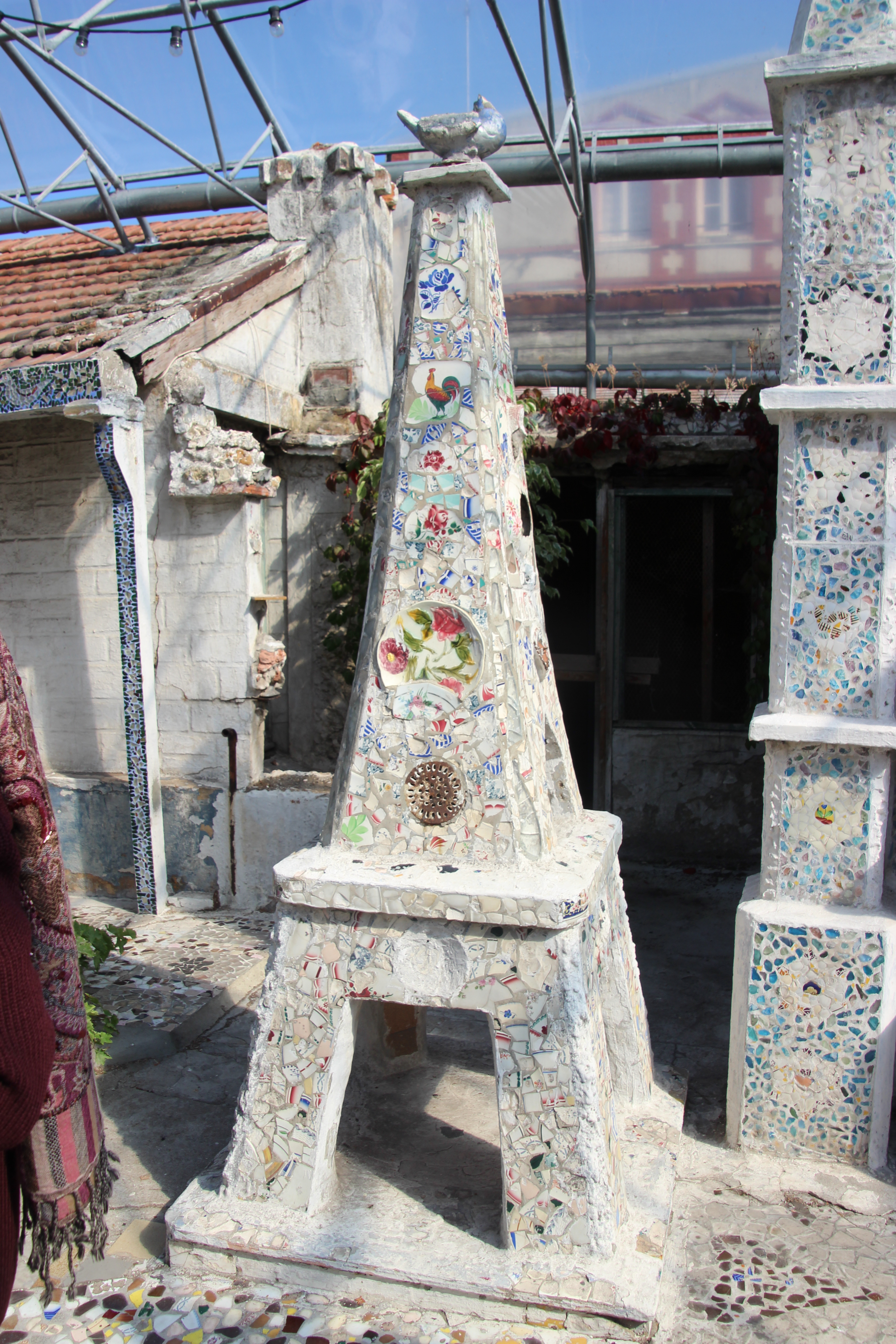
Tour Eiffel.
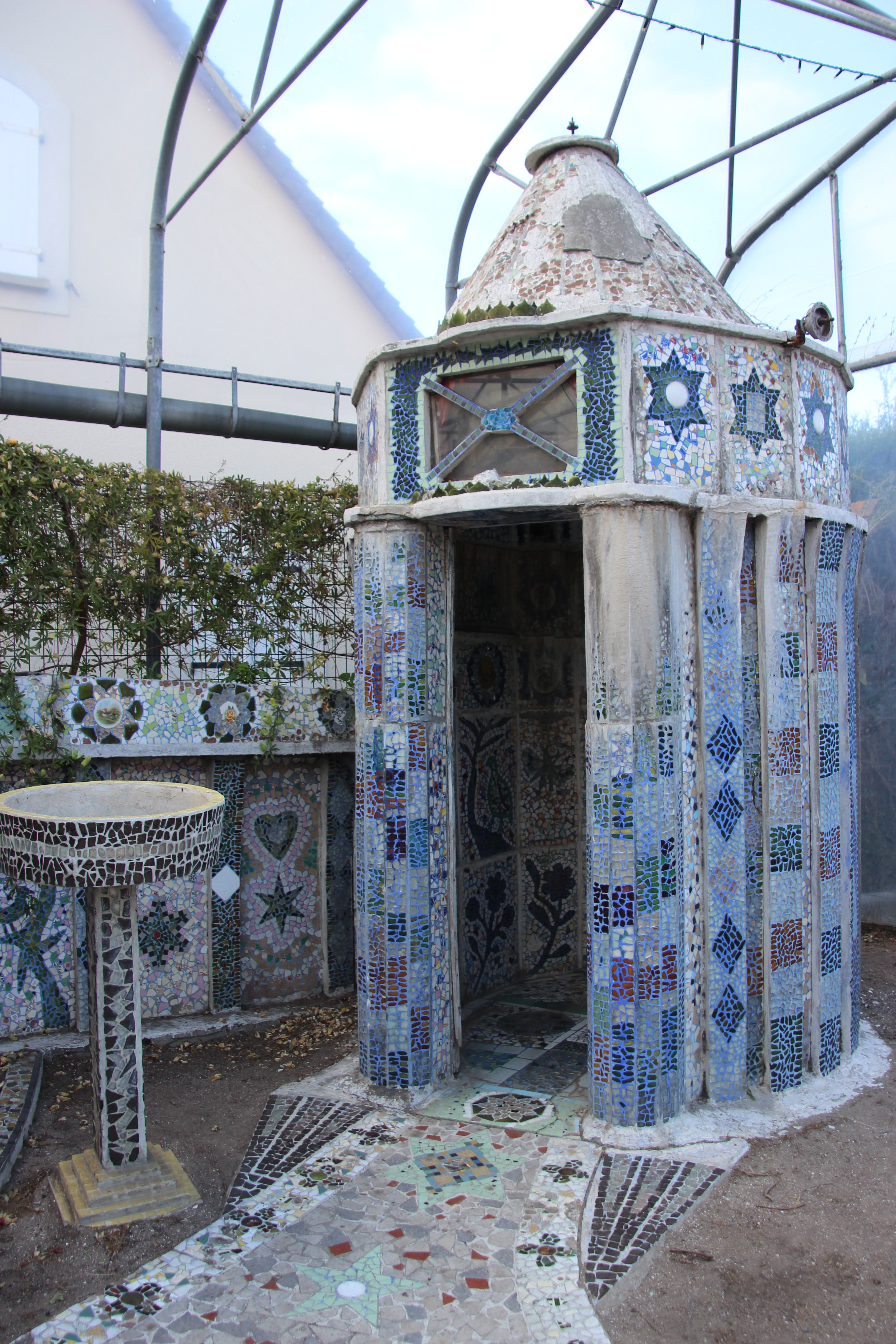
Grand Moulin.
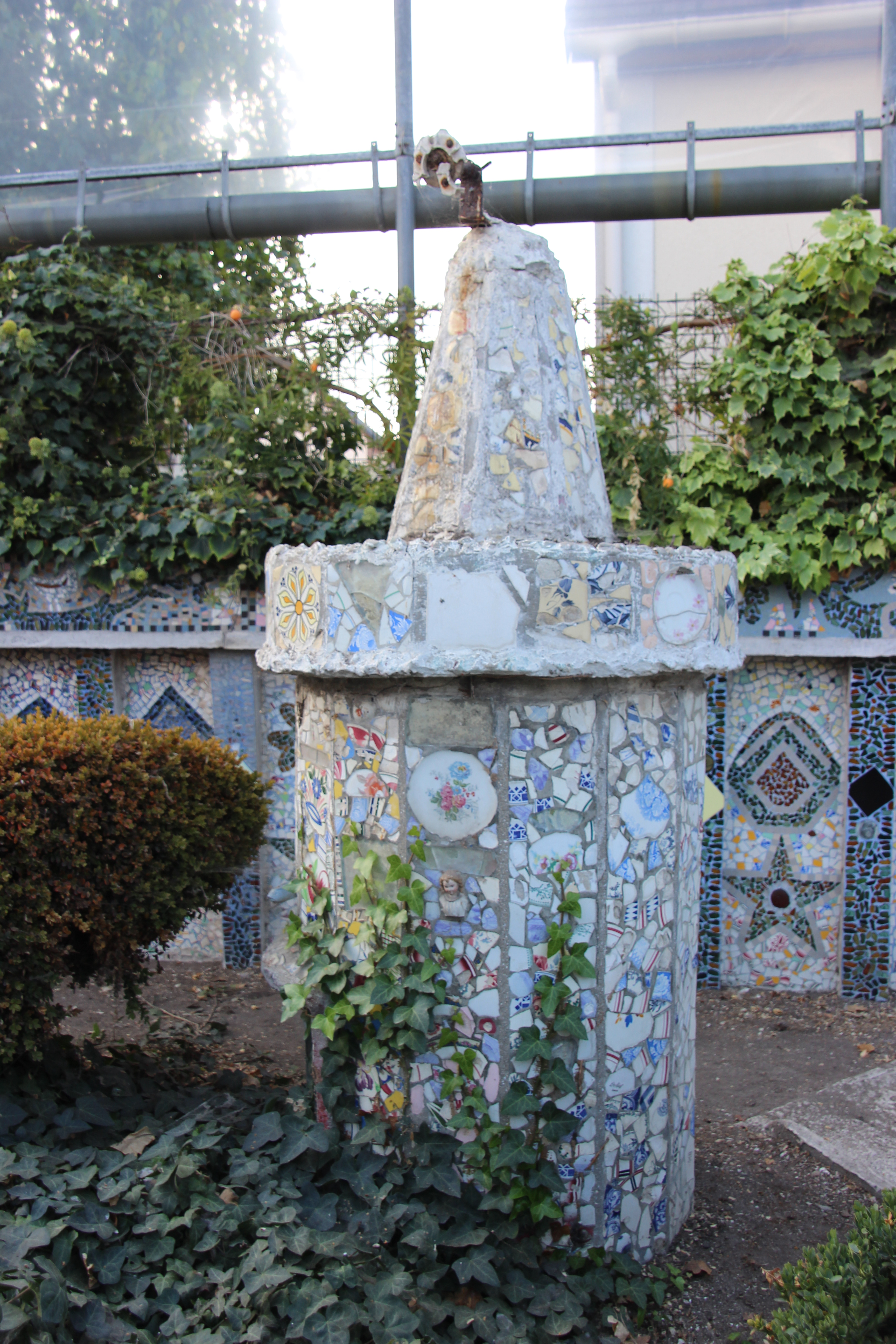
Petit Moulin.

Le monument à Laïka mesure 3 m de haut environ et ressemble aux premiers niveaux de la Tour Eiffel, il comporte dans sa partie supérieure un Spoutnik. Du fait de la dégradation il a été repris par Da Costa lui-même afin de consolider la structure.

#### Éléments de décor

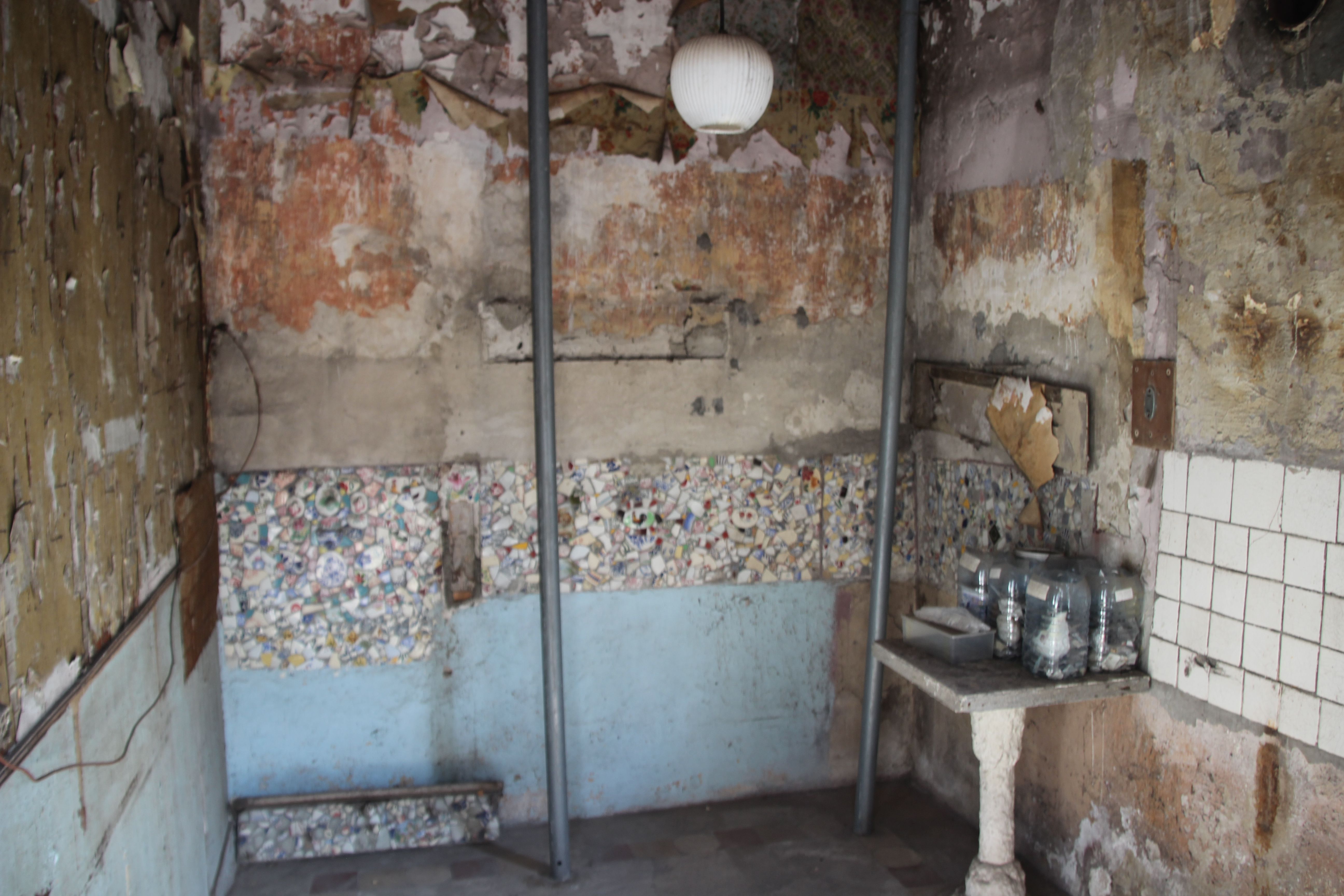
Intérieur de la cuisine de la maison de Costa.
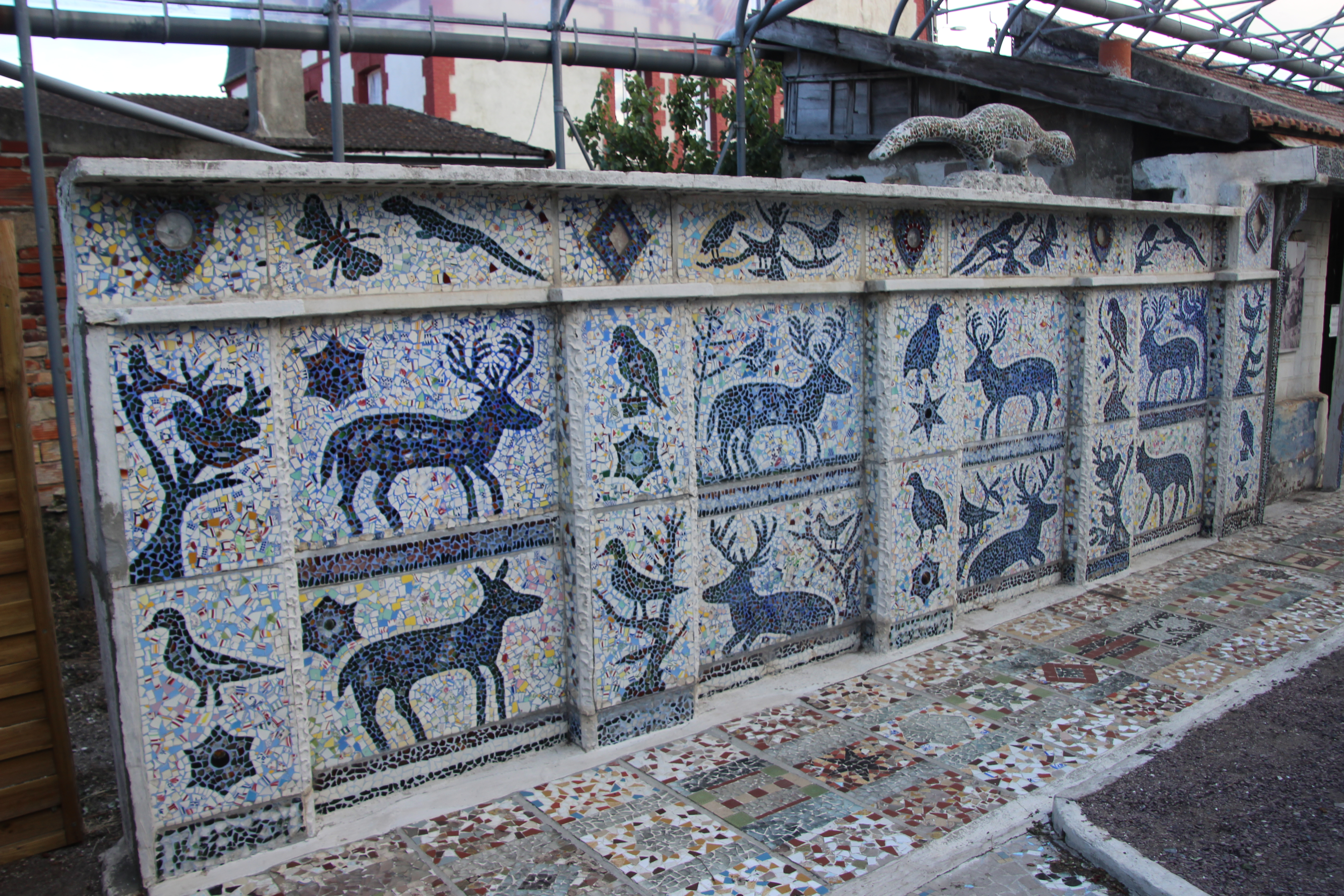
Mur aux cerfs.
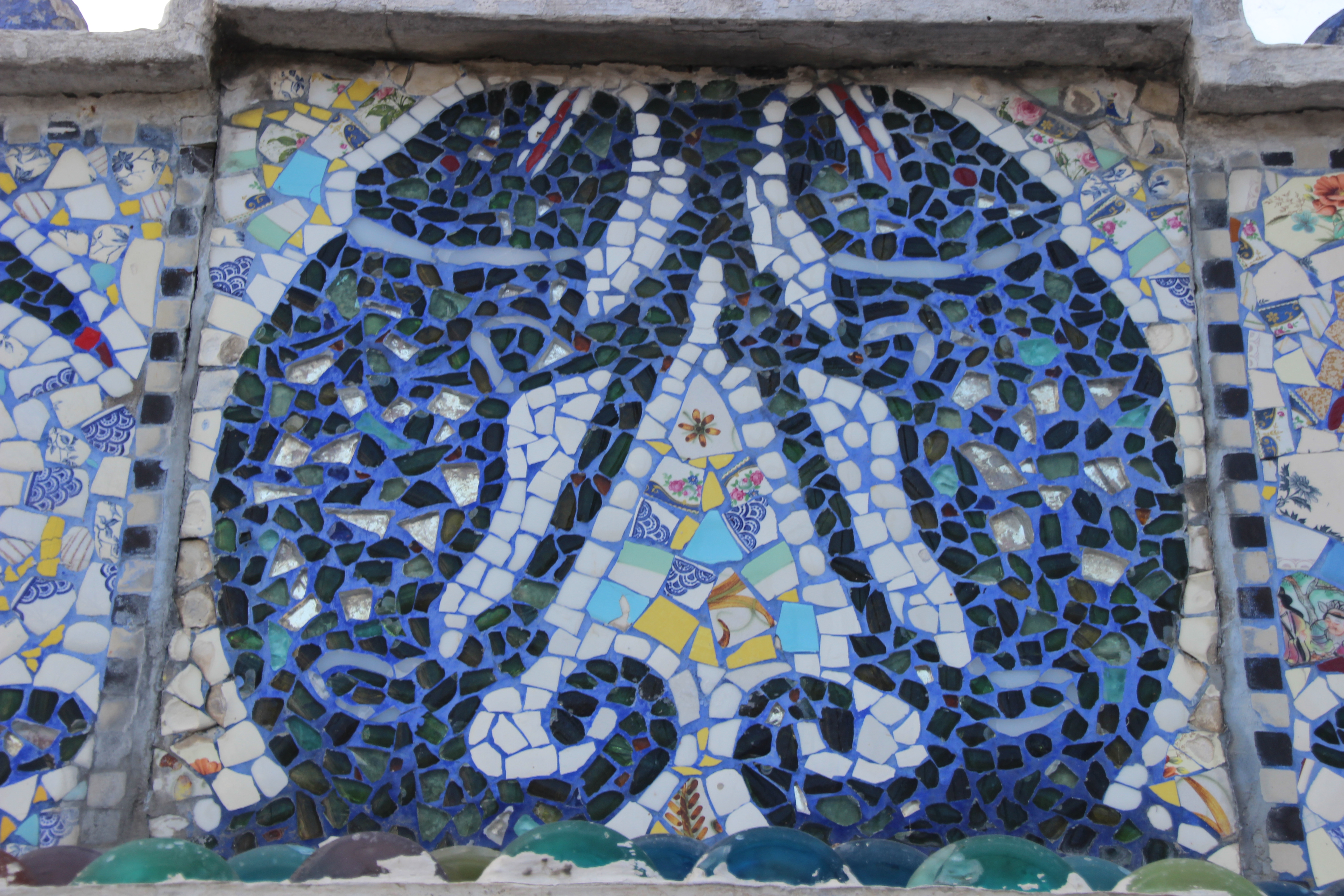
Caméléons affrontés.
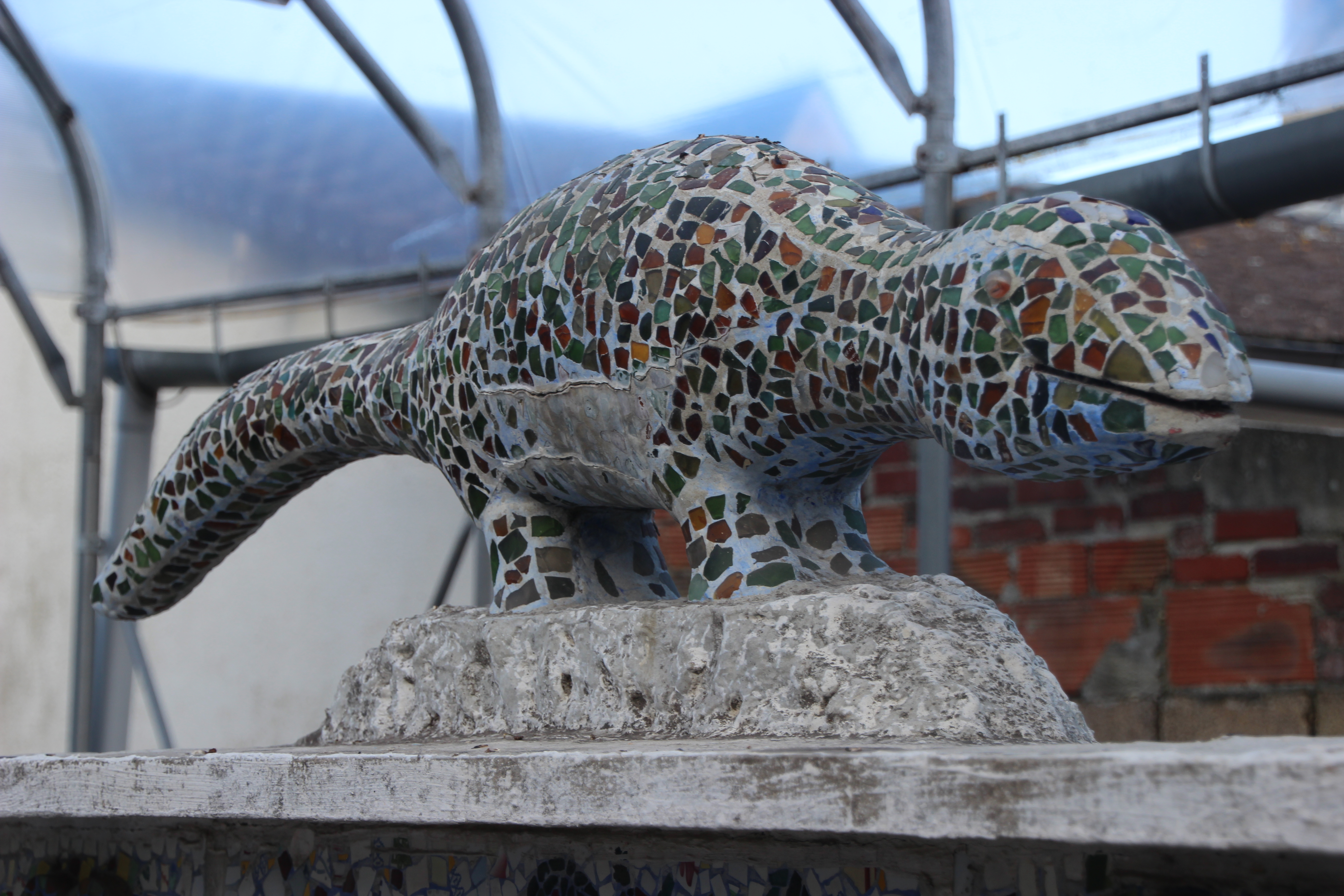
Statue en ronde-bosse.